# 廣島高速1號線
廣島高速1號線（日语：／ Hiroshima kōsoku 1 gōsen */?）是從廣島縣廣島市都市高速廣島東交流道（山陽自動車道 廣島東交流道）至溫品JCT的廣島高速道路路線。

## 概要
連接廣島市區與廣島市東区東北部（舊安藝町域）。2006年與山陽自動車道廣島東交流道連接後，成為從廣島東交流道往廣島市區的聯絡路線。雖然是都市高速道路，但路線因為沿著温品川（府中大川）左岸側的山表面而有許多地塹與隧道路段。
1986年通車當初時是廣島高速道路所管理的一般收費道路安藝府中道路（安芸府中道路／あきふちゅうどうろ），但在1997年被編組為廣島市的指定都市高速道路整備路線，交由廣島高速道路公社營運時一併更名為廣島高速1号線。現在這些名稱依舊存在，因此仍可聽到安藝府中道路又或者是當時的通稱溫品繞道（温品バイパス／ぬくしなバイパス）等稱呼。
全區間被指定為廣島縣道472號廣島東交流道線（広島県道472号広島東インター線／ひろしまけんどう472ごう ひろしまひがしインターせん）。
- 規格（日语：道路構造令）：第2種第2級（快速道路）
- 設計速度：60km/h
- 道路幅員
  - 一般部：18.0公尺
  - 隧道部：17.0公尺
- 車線幅員：3.25公尺
- 車道數：4車道
- 速限：60km/h

### 縣道上概要
「廣島縣道472号廣島東交流道線」基本資料如下。
- 起点：廣島市東区福田3丁目（山陽自動車道 廣島東交流道（日语：広島東インターチェンジ））
- 終点：廣島市東区溫品（温品／ぬくしな）（溫品系統交流道）
- 總長：約6.5公里

## 交流道
- 全線位於日本廣島縣廣島市東區。
- 設施名稱欄的背景色為■顯示該部分設施尚未啟用。
- 巴士站（BS），○/●為使用中，◆為停用中設施。無標示者為未設置巴士站。

| 中文設施名稱               | 日文設施名稱 | 英文設施名稱 | 接續路線名稱                         | 起點里程 （公里） | 巴士站 | 備註                            |
| -------------------------- | ------------ | ------------ | ------------------------------------ | ----------------- | ------ | ------------------------------- |
| 都市高速廣島東IC 廣島東JCT |              |              | E2 山陽自動車道                      | 0.0               | ○      | IC編號28-1 只與山陽自動車道接續 |
| 福田出入口                 |              |              |                                      | 0.2               |        | 溫品JCT方向出入口               |
| 福木隧道                   |              | /            | -                                    | -                 | -      |                                 |
| 馬木出入口                 |              |              | 廣島縣道70號廣島中島線               | 2.5               | ◆      | 溫品JCT方向出入口               |
| 溫品PA                     |              |              | -                                    |                   |        | 溫品JCT方向                     |
| 溫品出入口                 |              |              |                                      | 4.7               | ◆      | 溫品JCT方向出入口               |
| 金剛寺山隧道               |              | /            | -                                    | -                 | -      | 只限溫品JCT方向                 |
| 間所出入口                 |              |              | 廣島縣道70號廣島中島線               | 6.1               | ◆      | 廣島東IC方向出入口              |
| 溫品JCT                    |              |              | 廣島高速2號線 廣島北道路（候補路線） | 6.5               |        |                                 |
| 廣島高速5號線（興建中）    |              |              |                                      |                   |        |                                 |

## 歷史
- 1986年（昭和61年）3月25日 : 廣島縣道路公社管理的安藝府中道路馬木出入口 - 間所出入口以暫定2車道方式啟用。
- 1996年（平成8年）7月 : 馬木出入口 - 間所出入口拓寬為4車道。
- 1997年（平成9年）10月1日 : 交由廣島高速道路公社管理，更名為廣島高速1號線。
- 2006年（平成18年）10月16日 : 廣島東交流道 - 馬木出入口啟用，連接山陽自動車道。
- 2010年（平成22年）4月26日 : 間所出入口 - 仁保系統交流道啟用，連接廣島高速2号線。

## 路線狀況

### 補償要求運動
廣島高速1號線建設時，在廣島市東区馬木施作隧道工程時因地層下陷造成住宅損毀後，以日本共產黨為中心，與周遭居民共同展開補償要求運動。

### 連接高速公路
- E2 山陽自動車道（於廣島東交流道（日语：広島東インターチェンジ）連接）
- 廣島高速2號線（於溫品系統交流道連接）
- 廣島高速5號線（預定於溫品系統交流道連接〈事業中〉）
- 廣島北道路（日语：広島北道路）[1][2]（預定於溫品系統交流道連接）

### 交通量
24小時交通量（台）　道路交通調查
| 区間                             | 平成17（2005）年度 | 平成22（2010）年度 | 平成27（2015）年度 |
| -------------------------------- | ------------------ | ------------------ | ------------------ |
| 福田出入口 - 馬木出入口          | 未通車             | 17,238             | 21,807             |
| 馬木出入口 - 溫品出入口          | 12,092             | 20,282             | 24,888             |
| 溫品出入口 - 間所出入口/溫品系統 | 12,092             | 20,749             | 25,484             |

（來源：「平成22年度道路交通調查 （页面存档备份，存于）」・「平成27年度全国道路・街路交通情勢調査 （页面存档备份，存于）」（自国土交通省網頁摘取資料作成）

## 相關項目
- 中國地方道路列表
- 廣島縣道列表（日语：広島県の県道一覧）

## 外部連結
- 廣島高速道路公社 （页面存档备份，存于）